# Nahomi Kawasumi
Nahomi Kawasumi (født 23. september 1985) er en japansk fodboldspiller. Hun har spillet for Japans kvindefodboldlandshold.

## Japans fodboldlandshold
| Japans landshold | Japans landshold | Japans landshold |
| År               | Kmp              | Mål              |
| ---------------- | ---------------- | ---------------- |
| 2008             | 1                | 0                |
| 2009             | 2                | 0                |
| 2010             | 7                | 0                |
| 2011             | 13               | 6                |
| 2012             | 16               | 3                |
| 2013             | 11               | 3                |
| 2014             | 17               | 6                |
| 2015             | 11               | 1                |
| 2016             | 4                | 1                |
| 2017             | 0                | 0                |
| 2018             | 8                | 0                |
| Total            | 90               | 20               |